# Ozoroa
Ozoroa  es un género de plantas con 48 especies,  perteneciente a la familia de las anacardiáceas.

## Taxonomía
El género fue descrito por Alire Raffeneau Delile y publicado en Annales des Sciences Naturelles; Botanique, sér. 2, 20: 91. 1843. La especie tipo es: Ozoroa insignis Delile. 

## Especies
- Ozoroa albicans
- Ozoroa argyrochrysea
- Ozoroa aurantiaca
- Ozoroa barbertonensis